# Samlerhuset
Samlerhuset Group – wywodzący się z Norwegii, międzynarodowy dystrybutor monet i medali okolicznościowych, z siedzibą główną w Almere i filiami w 14 krajach europejskich oraz w Chinach. Samlerhuset Group jest współwłaścicielem międzynarodowych targów numizmatycznych w Berlinie „World Money Fair” oraz producentem wszystkich medali wręczanych laureatom Nagrody Nobla - odpowiada za to Mennica Norweska. Przedstawicielem Grupy w Polsce jest Skarbnica Narodowa Sp. z o.o.

## Historia
W 1994 r. powstała norweska spółka Samlerhuset Norge, która już trzy lata później wkroczyła na rynek szwedzki. W 2000 roku powołana została spółka joint venture z Mennicą Fińską. W 2001 roku Samlerhuset połączył się z największą niemiecką firmą numizmatyczną - MDM i powstała Samlerhuset Group. Dzięki fuzji Grupa wkroczyła na rynek niemiecki, holenderski, austriacki i angielski. W kolejnych latach spółka wkroczyła do Estonii, Danii, Polski, Litwy i Łotwy. W 2008 rozpoczęła działalność na pierwszym pozaeuropejskim rynku - w Chinach. Następnie wkroczyła na rynek w Belgii, Słowacji, Irlandii i na Węgrzech.

## Zarys działalności
Głównym elementem działalności Samlerhustet Group jest sprzedaż bezpośrednia monet, medali okolicznościowych i innych numizmatów na rynkach narodowych. Samlerhuset Group jest przedstawicielem oraz dystrybutorem programów numizmatycznych z ponad 50 krajów, m.in.: Brytyjska Mennica Królewska, Kanadyjska Mennica Królewska, Mennica Norweska, Mennica Fińska czy Ludowy Bank Chin.
Samlehuset Group współpracuje z takimi globalnymi organizacjami jak FIFA i Międzynarodowy Komitet Olimpijski. Grupa została oficjalnym dystrybutorem kolekcji olimpijskich. Kolekcja wyemitowana przez Brytyjską Mennicę Królewską z okazji XXX Igrzysk Olimpijskich - Londyn 2012 została zaprezentowana w ramach VI Warszawskich Międzynarodowych Targów Numizmatycznych COIN EXPO 2010 w Warszawie. Zbiór stanowi 18 pięciofuntowych monet, które przedstawiają m.in. najbardziej rozpoznawalne symbole Londynu, historię Wielkiej Brytanii oraz znanych Brytyjczyków. Samlerhuset Group zostało również oficjalnym dystrybutorem monet olimpijskich Sochi 2014. Poza tym, Grupa oferowała również monety z Igrzysk w Turynie, Pekinie (2008) oraz Vancouver (2010), a także monety upamiętniające piłkarskie Mistrzostwa Świata 2010.

## Działalność w Polsce
Grupa prowadzi działalność w Polsce od 2005 r., kiedy to powstała Skarbnica Narodowa Sp. z o.o. Dyrektorem Zarządzającym Skarbnicy Narodowej w latach 2005 -2019 był Adam Zieliński, także Dyr. Regionalny na Europę Środkową i Wschodnią w Samlerhuset Group. Od października 2019 roku jego obowiązki w Polsce przejęli Anna Kokiza, dotychczasowa Dyrektor Marketingu Skarbnicy Narodowej oraz Dariusz Goździkowski - Dyrektor Finansowy

## Przedsięwzięcia
Samlerhuset Group zaangażowane jest w szereg europejskich inicjatyw mających na celu popularyzację wiedzy na temat numizmatyki. W Polsce Od 2011 r. Skarbnica Narodowa z ramienia Samlerhuset Group jest mecenasem zbiorów numizmatycznych Muzeum Narodowego w Warszawie.

### Wystawa 100-kilogramowej złotej monety
W marcu 2009 r. Samlerhuset Group zorganizowało tournée największej wówczas złotej monety na świecie. 100-kilogramowy złoty krążek, o półmetrowej średnicy, to unikatowe dzieło wyemitowane w nakładzie zaledwie 5 sztuk. Moneta została wykonana z czystego złota o próbie 999,99 przez Kanadyjską Mennicę Królewską w 2007 r. W ramach tournée moneta prezentowana była w 4 europejskich miastach - w Oslo, Sztokholmie i Zeist. 9 marca 2009 r. na zaproszenie Samlerhuset Group i Skarbnicy Narodowej moneta zawitała do Warszawy. Można było ją podziwiać w Muzeum Narodowym.

### Najdroższa złota moneta świata – Double Eagle i jego historia
16 marca 2012 r. do Warszawy przyjechała najdroższa złota moneta świata, amerykański Double Eagle z 1933 r. Moneta wystawiona była na widok publiczny 16 i 17 marca w Muzeum Rzeźby im. Xawerego Dunikowskiego w Królikarni – oddział Muzeum Narodowego w Warszawie.
Warszawska wystawa to część tournée po Europie, które rozpoczęło się 3 marca 2012 r. w Wielkiej Brytanii. Podczas podróży, trwającej prawie miesiąc, Double Eagle gościł na wystawach w siedmiu europejskich stolicach: w Londynie, Dublinie, Brukseli, Pradze, Warszawie, Oslo i Helsinkach. Tournée Double Eagle zorganizował Samlerhuset Group – częścią tej międzynarodowej grupy jest Skarbnica Narodowa – we współpracy z Smithsonian’s National Museum of American History(ang.). Po raz pierwszy w historii, Smithsonian Institution umożliwił zorganizowanie w Europie wystawy tej cennej monety.
W 1933 r. wybito prawie pół miliona monet Double Eagle. Do czasu współczesnych zachowało się tylko 13 sztuk, jednak zaledwie w 3 przypadkach, jak do tej pory, potwierdzono autentyczność. Obecnie tylko jeden Double Eagle jest w posiadaniu prywatnego właściciela, reszta znanych egzemplarzy należy do rządu USA. Moneta, którą można było zobaczyć podczas wystawy w Królikarni, to jeden z dwóch egzemplarzy, przekazanych w 1933 r. w ręce Smithsonian Institution jako historyczne dziedzictwo USA.
Wystawę odwiedziło w ciągu 2 dni ponad 2,5 tys. osób.
Tournée monety Double Eagle zostało nagrodzone brązową statuetkę Stevie Awardsw prestiżowym konkursie International Business Awards, w kategorii „Komunikacja lub Kampania PR Roku – Reputation/Brand Management”. Wystawa Double Eagle 1933 znalazła się wśród najlepszych projektów z ponad 50 krajów całego świata, wybranych z ponad 3 200 zgłoszeń. W trakcie trzymiesięcznego głosowania, jury złożone z międzynarodowych ekspertów wyłoniło laureatów Stevie®Award w 21 kategoriach. Przyznawana już po raz dziewiąty nagroda, zwana również „Oscarami świata biznesu”, jest jednym z najbardziej prestiżach międzynarodowych wyróżnień.

## Kontrowersje
Metody reklamowania produktów przez polski oddział firmy, Skarbnica Narodowa są krytykowane przez wielu kolekcjonerów, jak i osoby nie związane branżowo. Nazwa sama w sobie wprowadza w błąd sugerując państwową instytucję. W celu uniknięcia takich pomyłek firma na swojej stronie internetowej podkreśla, że jest częścią międzynarodowej firmy dystrybucyjnej.  Swoje produkty reklamuje jako wyjątkowe monety o cenie kilkukrotnie wyższej niż rzeczywista oraz niekiedy niebędące nawet monetami. Firma wyraźnie informuje, że zajmuje się sprzedażą monet i medali kolekcjonerskich, a nie monet inwestycyjnych, w których wartość jest związana z zawartością kruszcu. Różnicę między nimi wyjaśnia na stronie internetowej w dziale "Najczęściej zadawane pytania". Inną praktyką stosowaną przez firmę jest spam oraz wysyłanie nieświadomemu konsumentowi produktów, których nie zamówił z poleceniem zapłaty za nie. Firma nigdy celowo nie podejmowała takich działań, czasem klienci zamawiając medale lub monety nie zauważali, ze zamawiają numizmaty będące częścią kolekcji. Po badaniach przeprowadzonych wśród klientów firma wprowadziła zmiany w komunikacji i wyraźnie informuje, czy dany numizmat jest singlem czy elementem kolekcji. Działania tego typu stosuje nie tylko polski przedstawiciel, ale również norweski.
W 2009 roku Skarbnica Narodowa próbując pozyskać nowych klientów podszywała się pod zapytania Mennica Polska oraz Skarbiec Mennicy Polskiej w wyszukiwarce Google.